# Silverton (Devon)
Silverton – wieś w Anglii, w hrabstwie Devon, w dystrykcie Mid Devon. Leży 12 km na północ od miasta Exeter i 247 km na zachód od Londynu. W 2001 miejscowość liczyła 1905 mieszkańców.